# Juliet Pannett
Juliet Kathleen Pannett, Somers de soltera, (Hove, 15 de julio de 1915 – 22 de agosto de 2005) fue una retratista inglesa que realizó pinturas y dibujos de reconocidas figuras públicas.

## Biografía
Nació en Hove, al este de Sussex. Comenzó a pintar a los tres años y decidió ser artista profesional a los diecisiete. En 1920, empezó sus estudios en la Universidad de Brighton bajo la tutela de Louis Ginnett. Recibió su primer encargo artístico con dieciocho años para dibujar personajes locales de Sussex, para la revista Sussex County Magazine. Mantuvo un estudio en Hove y fue elegida miembro de la Society of Graphic Art en 1934. Fue una artista profesional hasta su matrimonio en 1938.
Se casó con el Mayor Rick Pannett que participó en la Primera Guerra Mundial, recibió un disparo en la boca que le perforó la mejilla que no le afectó los huesos. Pannett dejó de pintar después del nacimiento de sus hijos. Sufrió depresión, que remitió cuando volvió a pintar. En 1949, la familia se trasladó a Croydon donde construyó un estudio en su garaje, y posteriormente se fueron a vivir a Angmering en Sussex en 1964.
Su carrera comenzó en la década de 1940 con encargos para The Illustrated London News y otros periódicos. También retrató a más de mil soldados, intelectuales, políticos, músicos, compañeros artistas y gente británica común.

## Retratos
Entre sus seguidores, estaban Field-Marshal Montgomery, el director de cine Jean Cocteau, el atleta Chris Chataway, Louis Armstrong y Leonard Bernstein. Pannett era una gran jugadora de críquet y atrajo a jugadores como Maurice Tate y Bob Wyatt. Prefirió pintar a personajes masculinos, describiendo a los hombres como ella los percibía "menos problemáticos que las mujeres... Nunca me piden que no les ponga la doble barbilla, o que deje fuera sus arrugas."
Antes de los procedimientos televisados de la Cámara de los Comunes, Pannett fue empleada por The Illustrated London News de 1957 a 1964 para esbozar los acontecimientos que ocurrían allí. Así, dibujó eventos de importancia histórica como la última aparición de Winston Churchill en la casa en 1964. Pintó a muchos otros primeros ministros británicos, incluyendo Alec Douglas-Home, quien le comentó que tenía "la cabeza más grande de Londres" y que nunca había encontrado un sombrero que le quedara bien. También pintó a otros primeros ministros, incluidos Harold Wilson, James Callaghan, Edward Heath y Margaret Thatcher.
Durante varios años, alrededor de 1960, Pannett suministró al Times Radio dibujos de músicos y otras figuras que eran transmitidas por la radio de la BBC. En febrero de 1963, fue comisionada por The Illustrated London News para hacer varios sketches del escritor C. S. Lewis. 
Pintó a la reina Isabel II en 1989 para el Chartered Insurance Institute. Pannett previamente había dibujado a los príncipes Andrés y Eduardo. Al ver estos retratos el príncipe Felipe de Edimburgo, encargó un dibujo en pastel de la Reina para el 25.º aniversario de la Independencia de Malta.

## Reconocimientos
Debido a su falta de vista, su último retrato importante fue el del General John Wilsey. Fue nombrada miembro de la Orden del Imperio Británico en 1993, fue miembro de la Pastel Society y de la Royal Society of Arts y miembro honorario de la  Worshipful Compañía de Pintor-Stainers, quién le hizo entrega de la medalla de oro en 1955. Al momento de su muerte en 2005, era la artista viva más antigua en tener su obra en la National Portrait Gallery.  Su esposo había muerto en 1980, y ella había sobrevivido con sus dos hijos, ambos artistas .
Su autobiografía, llamada My Colourful Life, fue publicada en 2006.